# Вейсфейлер, Борис Юльевич
Борис Вейсфейлер (англ. Boris Weisfeiler; 19 апреля 1941, Москва – исчез 4–5 января 1985, Чили) — советский и американский математик, профессор Университета штата Пенсильвания, путешественник. Пропал без вести в Чили 4–5 января 1985 года.

## Биография
Родился 19 апреля 1941 года в Москве в семье известного советского микробиолога, доктора медицинских наук (1941), профессора (1943) Юрия (Юлия, Дюлы) Константиновича Вейсфейлера (Weiszfeiler Gyula, 1902—1984), уроженца Брашова (тогда Австро-Венгерская империя), выпускника Женевского университета (1928), эмигрировавшего в СССР в 1932 году и в 1958 году вернувшегося в Венгрию, где он был избран действительным членом АН Венгрии. Сестра — иммунолог и микробиолог Ольга Юльевна Вейсфейлер (англ. Olga Weisfeiler, род. 1943).
Борис Вейсфейлер в 1970 г. защитил кандидатскую диссертацию под руководством Э. Б. Винберга. В 1975 году эмигрировал из СССР в США, где затем работал профессором математики в Университете штата Пенсильвания.

## Труды
Известен работами по изоморфизму графов: расстояние, алгоритм, тест изоморфизма Вейсфейлера — Лемана, фильтрацией Вейсфейлера, гипотезой Вейсфейлера — Каца (впоследствии доказанной Преметом).

## Похищение
Одним из увлечений учёного были путешествия. В 1985 году он приехал в Чили для пешего похода в Андах, из которого не вернулся. Расследование пришло к версии, что он утонул в реке. Считается пропавшим без вести с 4 января 1985 года.
По альтернативной версии, к его исчезновению причастны чилийская тайная полиция ДИНА и жители закрытой немецкой колонии «Дигнидад», основанной бывшими нацистами в 1961 году. Согласно заключению ЦРУ, рассекреченному в 2002 году, Вейсфейлер вероятно был идентифицирован как еврей и замучен. В 1987 году в посольство США в Чили пришёл свидетель похищения и сказал, что он участвовал в похищении Вейсфейлера. Он привёл его в колонию «Дигнидад». Есть свидетельства, что Вейсфейлера видели в колонии позднее.
Расследование исчезновения Бориса Вейсфейлера было вновь открыто в 2000 году чилийским адвокатом Эрнаном Фернандесом, нанятым семьёй Бориса. В том же году к делу подключился Госдепартамент США, который стал требовать от чилийского правительства широкого расследования. Был зарегистрирован официальный иск против генерала Аугусто Пиночета, который был тогда главой государства.

## Статус расследования на настоящее время
В начале 2006 года чилийскому президенту Мишель Бачелет было отправлено письмо, подписанное Госсекретарём Кондолизой Райс и множеством сенаторов и конгрессменов США, с целью сдвинуть расследование дела о похищении с мёртвой точки и установить местонахождение и судьбу похищенного.
В 2010 году аналогичное письмо, подписанное 52 сенаторами и конгрессменами, было доставлено президенту Чили Себастьяну Пиньере.
21 августа 2012 года чилийский судья вынес постановление об аресте восьми вышедших на пенсию сотрудников полиции и военнослужащих в связи с похищением и исчезновением Бориса Вейсфейлера. Согласно судебным записям, подозреваемые будут привлечены к ответственности за «похищение при отягчающих обстоятельствах» и «соучастие» в исчезновении гражданина США в период с 3 по 5 января 1985 года.
Решение не упоминает о том, где Вейсфейлер, возможно, находился после задержания или что с ним случилось потом.
Дело было закрыто в 2016 году после того, как судья вынес решение о том, что исчезновение является общим преступлением и не относится к нарушению прав человека. Как таковой срок исковой давности прошёл.